# NGC 39
NGC 39 (còn được gọi là UGC 114, MCG 5-1-52, ZWG 499.76 hoặc PGC 852) là một thiên hà xoắn ốc trong chòm sao Tiên Nữ. Nó được phát hiện vào năm 1790.